# Ngaliema
De gemeente Ngaliema is een gemeente in het district Lukunga in het westen van de stadsprovincie Kinshasa, hoofdstad van de Democratische Republiek Congo.
De gemeente strekt zich uit van de gemeente Kintambo naar het zuiden  langs de weg naar Matadi. De gemeente grenst in het noorden aan de de linkeroever van de Kongo en de baai van Ngaliema, in het noordoosten aan de gemeente Kintambo. in het oosten aan de gemeenten Bandalugwua en Selembao, in het westen en zuiden aan de gemeente Mont-Ngafula.
De gemeente Ngaliema ontleent zijn naam aan Ngaliema, een stamhoofd dat in 1881 het "Verdrag van Broederschap" ondertekende met Henry Morton Stanley. De gemeente Ngaliema werd opgericht op 12 oktober 1957.
| \| De 4 districten en 24 gemeentes van Kinshasa \| |                   |  |
| District Lukunga District Funa District Mont-Amba District Tshangu Brazzaville Kongo Pool Malebo M'Bamou Baai van Ngaliema Gombe Barumbu Kin. Ling. K.-V. Ng.-Ng. Kal. Banda- lungwa Kintambo Ngaliema Selembao Bumbu Makala Ngaba Lemba Limete Matete Kisenso Masina Ndjili Kimbanseke Nsele Mont-Ngafula N. M.-N. Ns. Kim. Maluku |                   |  |
| afkortingen: stadscentrum: Kinshasa (Kin.), Kasa-Vubu (K.-V.), Lingwala (Ling.), Ngiri-Ngiri (Ng.-Ng.) provinciekaart: Ngaliema (N.), Mont-Ngafula (M.-N.), Kimbanseke (Kim.), Nsele (Ns.) |                   |  |
| De 4 districten en 24 gemeentes van Kinshasa | Vlag van Kinshasa |  |